# Roberto Castillo (filósofo)
Roberto Castillo Iraheta (El Salvador, 1950- Tegucigalpa, 2 de enero de 2008), filósofo, narrador y escritor hondureño, aunque nació en El Salvador, ya que sus padres eran comerciantes que viajaban entre Honduras y El Salvador. Estudió filosofía en la Escuela de Filosofía de la Universidad de Costa Rica. Formó parte del consejo de redacción de las revistas Alcaraván e Imaginaria y fue miembro fundador de la Editorial Guaymuras,  y además Profesor de filosofía de la Universidad Nacional Autónoma de Honduras durante 25 años.

## Obras publicadas
Libros de cuentos
- Subida al cielo y otros cuentos (1980)
- Figuras de agradable demencia (1985)
- Traficante de ángeles (1996)
- La tinta del olvido (2007)

Anita la cazadora de insectos

## Novela

### El Corneta(1981)
"El corneta" es una breve novela que nos muestra la vida de Tivo, un niño del occidente del país perteneciente a uno de los sectores más marginados de la sociedad hondureña. Según Helen Umaña la novela es "directa y fluida y de sabor ligeramente amargo...un trabajo breve pero incisivo en el que, con enfoque realista, se retrata la dura y azarosa existencia que priva en los sectores marginados del país."

#### Argumento
"Miembro de una familia numerosa, Tivo, un joven de carácter suave, sufre las crueles bromas de su hermano, Juvencio Charancaco (le suelta las amarras de la hamaca; provoca que un cangrejo le muerda los labios dejándole una cicatriz permanente, etc). Después de perder un mísero empleo (lo sorprenden prendido de la ubre de una vaca), se dirige a Santa rosa de Copán. Antes de llegar, lo recluta una patrulla del ejercito y empieza a sufrir una serie de vejaciones de las cuales no le salva ni su oficio de corneta, cuyo aprendizaje le agrava la deformación de la boca (el tubo del instrumento absorbe un labio y el médico, dada la orden de preservar la corneta, se lo corta en forma burda). Por salvar la vida de un oficial y de un soldado, el comandante le ofrece concederle cualquier petición. Tivo -que tímidamente le ha hecho creer su gusto por el servicio militar- pide la baja. Después de obtenerla, deambula por la zona norte hasta que labora en una pensión de ínfima categoría. Como ocurre un homicidio, Tivo, antes de servir como testigo falso, huye del lugar. Luego trabaja en un prostibulo de cierta categoría y la patrona es benévola con él. Pero ella muere y TiVo queda al garete. Sin trabajo, parte hacia Tegucigalpa pero su situación no cambia. En dos oportunidades, es encarcelado por vagabundo. Después de algún tiempo, su rastro se pierde. Por un narrador que apresé en la penúltima página, se informa que su existencia fue honrada y que uno de sus hijos, obrero que estudia, es perseguido por la policía porque andaba metido en política." 

#### Crítica literaria
Edward Waters Hood realiza un análisis de la novela resaltando, entre otras cosas, la similitud entre "El corneta" de Roberto Castillo y el "Lazarillo de Tormes". Hace referencia a la estructura de la novela picaresca española, pero al igual resalta sus diferencias en cuanto a sus personajes principales.
"El corneta es aproximadamente de la misma extensión que Lazarillo de Tormes. A diferencia de la primera novela picaresca, publicada en 1554, la novela de Castillo se divide en cuatro partes o capítulos. Sin embargo, ésta es fiel al modelo en que narra distintos episodios de la vida de su
protagonista. Aunque, a diferencia de Lazarillo, Tivo, el protagonista inocente de El corneta, mantiene su sencillez o ignorancia hasta el final del texto y nunca se corrompe como Lazarillo. Su éxito, y diferencia, está en sobrevivir con su carácter intacto. Tivo no es listo como Lazarillo; aunque es ingenuo, tiene buen corazón. Ante los abusos e injusticias su respuesta es maravillarse ante ellos y aguantarlos. La respuesta en El corneta a las injusticias de la sociedad se da con el joven que aparece al final del texto, quien bien podría ser el hijo de Tivo. A diferencia de Tivo, el muchacho, que parece ser idealista, inteligente y muy fuerte, logra evadir ser reclutado por los soldados. Se da a entender que él sí representará un reto para el sistema social injusto."
Waters también hace hincapié en el fuerte simbolismo cristiano que se encuentra en uno de los personajes de la obra, Juvencio Charancaco y al igual en la connotación cristiana que se presenta en el título "El corneta", considerándolos elementos importantes en el mensaje de Castillo. 
"El segundo aspecto de la novela que quiero discutir es la utilización e inversión de algunos símbolos del cristianismo. El título del texto se puede relacionar con varios episodios de la Biblia. En “Números, 10”, por ejemplo, Dios le habla a Moisés, ordenándole a mandar a hacer tres trompetas de plata que serán utilizadas para congregar a su gente, para servir de alarma y para anunciar la guerra. En El corneta, el título podría representar el anuncio de que las cosas andan mal en el país. Tivo aprende todos los toques requeridos por la tropa, pero siempre se duerme cuando debe tocar el instrumento.
También es interesante notar que el primer antagonista de la novela, el atormentador de Tivo, es su hermano menor Juvencio Charancaco (JC), quien tiene gran fama de pescador en el pueblo, y quien en el texto lleva a Tivo al río a enseñarle a pescar. Tivo, el personaje inocente y de buen corazón, tiene miedo de meterse al río y nunca aprende a pescar. Esta curiosa inversión (la identificación del hermano terrible con Cristo) contribuye a la crítica de la iglesia en el texto como opresora del protagonista."

## Ensayo
- Filosofía y pensamiento hondureño (1992)

- Del siglo que se fue: ensayos (2005)

## Castillo y el cine
En 2002, su cuento más antologado y quizá más famoso, Anita la cazadora de insectos fue llevado al cine por el realizador Hispano Durón.

## Premios
- En 1984, con el cuento La laguna, obtuvo el premio Plural, en México.
- En 1986, obtiene el segundo lugar para cuentos edictos en el concurso auspiciado por el Ateneo Cultural de Buenos Aires, Argentina, con el cuento El hombre que se comieron los papeles.
- Premio Nacional de Literatura "Ramón Rosa" (1991).
- Centenario de José Carlos Lisboa de la Academia Mineira de Letras de Brasil, en el 2002.